# آنتون روم
آنتون روم (آلمانی: Anton Rom؛ ۱۰ مارس ۱۹۰۹ – ۳۰ دسامبر ۱۹۹۴) قایقران روئینگ اهل آلمان بود.
وی در مسابقات کشوری و بین‌المللی در مجموع برندهٔ ۳ مدال طلا شده‌است.